# Liñares

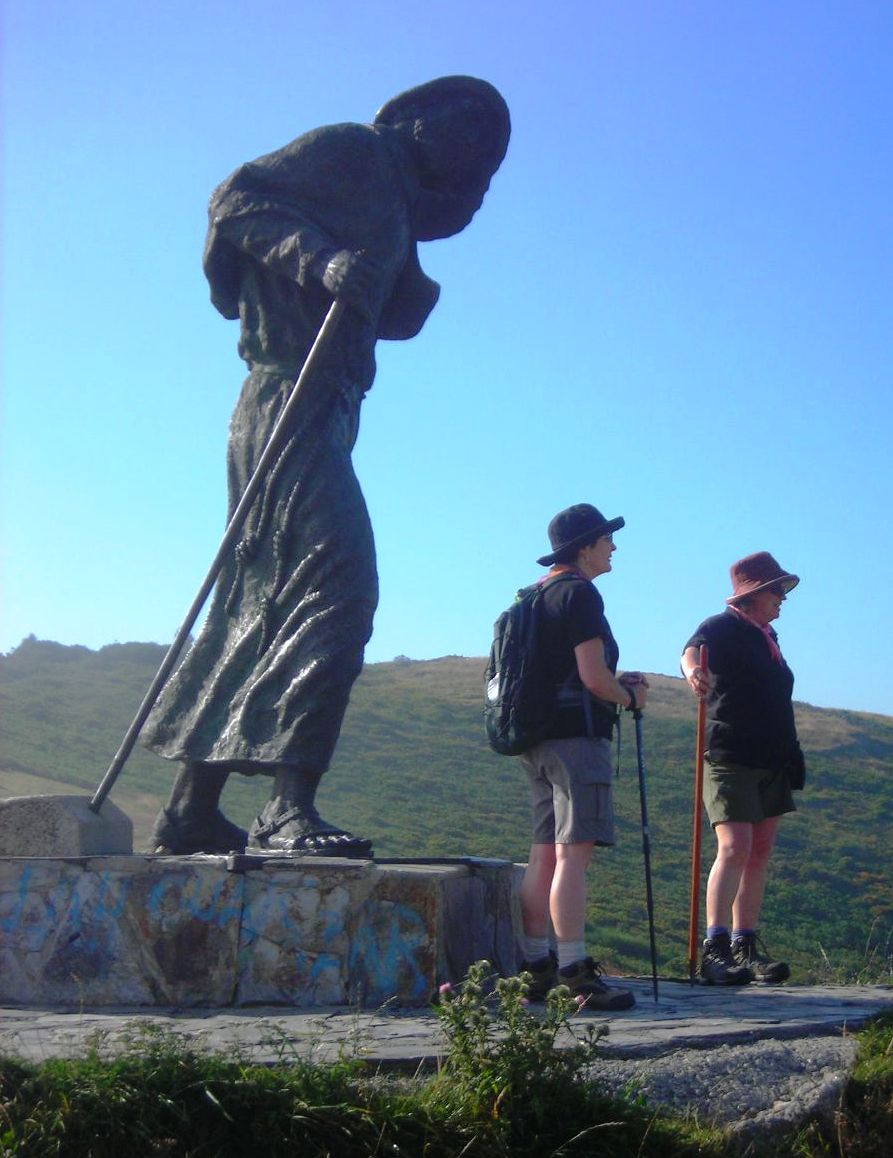
Skulptur und Pilger an der Sankt-Rochus-Höhe

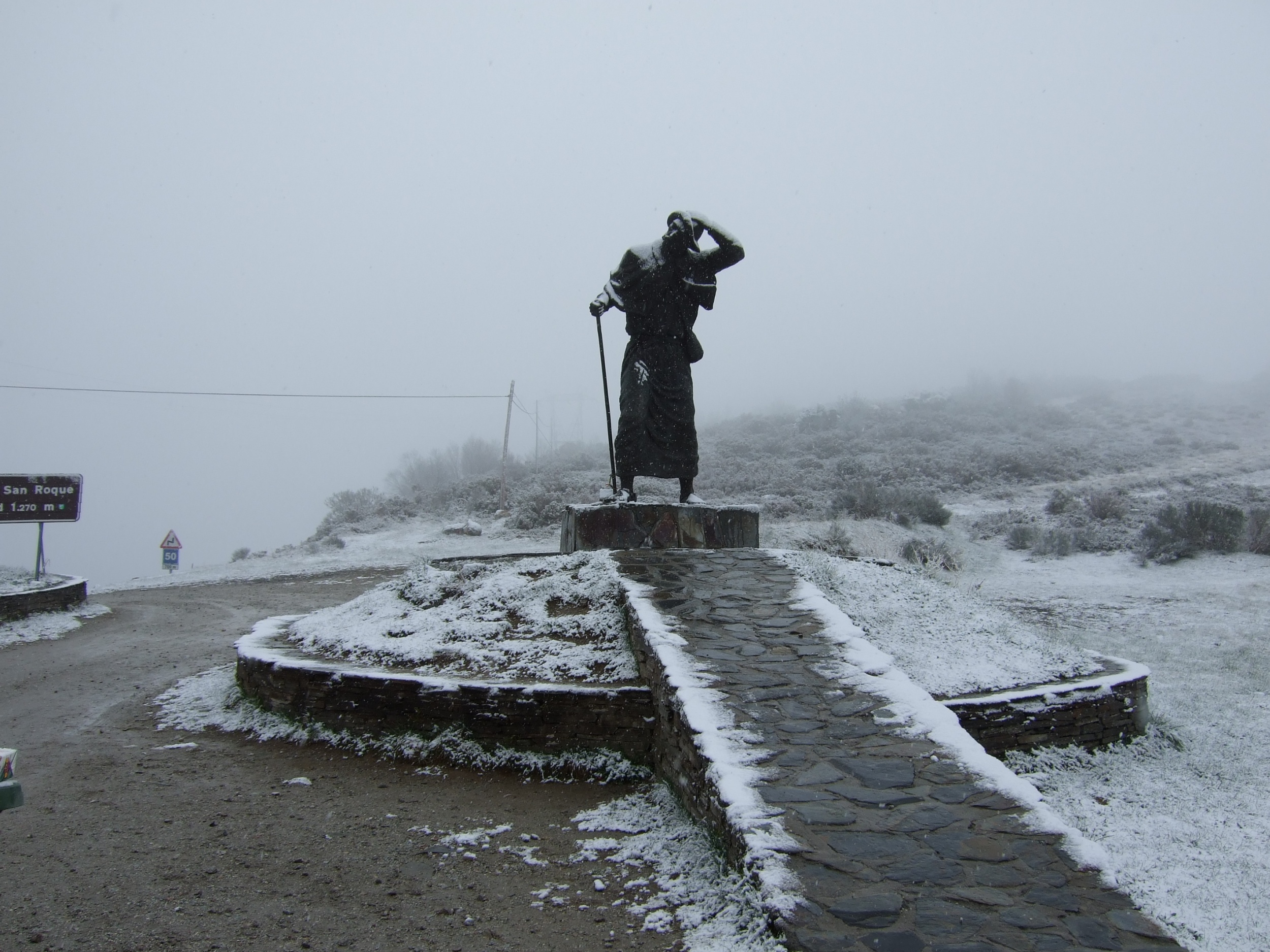
Pilgerstatue am Alto de San Roque im Frühling

Liñares ist ein Ort am Jakobsweg in der Provinz Lugo der Autonomen Gemeinschaft Galicien, er gehört zur Gemeinde Pedrafita do Cebreiro.
Der Ortsname bezieht sich auf die königlich zugestandenen Flachs-Pflanzungen und wird schon durch Aimeric Picaud in der Form Linar de Rege erwähnt. 
Die Pfarrkirche San Esteban ist ein einschiffiger Bau aus Feldsteinen, wie er ähnlich auch in  Hospital da Condesa und anderen Dörfern der Gegend zu finden ist.
Etwa zwei Kilometer in Richtung Hospital da Condesa befindet sich die Sankt-Rochus-Höhe (Alto de San Roque) mit einer Kapelle und der (beschädigten) Skulptur eines Pilgers, der sich gegen den Sturm stemmt.